# كأس يوغوسلافيا 1965–66
كأس يوغوسلافيا 1965–66 هو الموسم 19 من كأس يوغوسلافيا. أشرف على تنظيمه اتحاد صربيا لكرة القدم، وكان عدد الأندية المشاركة فيه 2463، وفاز فيه نادي أو إف كيه بيوغراد.